# نماد روپیه
نماد روپیه (₨) یک نماد یکای پول است که در پاکستان، سری‌لانکا، نپال، موریس، سیشل و قبلاً در هند استفاده می‌شود. این نماد شبیه «Rs» لاتین است، و اغلب به صورت توالی خط لاتین نوشته می‌شود نه به عنوان یک کاراکتر مجزا. (این نماد یک لیگچر است)
در ۱۵ ژوئیه ۲۰۱۰، هند یک نماد ارز جدید (₹) را معرفی کرد. این علامت ترکیبی از حرف دیواناگری र (ra) و حرف بزرگ لاتین R بدون نوار عمودی آن است.

## نماد روپیه در یونی‌کد
| خط              | نماد در یونی‌کد | نسخه یونی‌کد |
| --------------- | --- | ----------- |
| عمومی           | U+20A8 ₨ نماد روپیه | 1.0         |
| عمومی           | U+20B9 ₹ نماد روپیه هند | 6.0         |
| تامیلی          | U+0BF9 ௹ نماد روپیه تامیلی. | 4.0         |
| گجراتی          | U+0AF1 ૱ نماد روپیه گجراتی | 4.0         |
| بنگالی          | U+09F3 ৳ نماد روپیه بنگالی | 1.0         |
| پاهاری          | U+A838 ꠸ north indic rupee mark | 5.2         |
| خط بنگالی-آسامی | U+09F2 ৲ bengali rupee mark (ṭākā) U+09F9 ৹ bengali currency denominator sixteen (16 ānā in one ṭākā) U+09FB ৻ bengali ganda mark (20 gaṇḍā in one ānā) | 1.0         |

## Rp
Rp نماد روپیه اندونزی است.

## یادداشت
1. ↑  نسخه استاندارد یونی‌کد که نماد برای اولین بار در آن گنجانده شد.
2. ↑  Also code 0x96 in TAM (Tamil Monolingual encoding),[۱] and code E106 in TACE16 (Tamil All Character Encoding).[۲]